# Heike Kielstein
Heike Kielstein (geborene Radwer; * 14. Januar 1970 in Hannover) ist eine deutsche Anatomin und Dekanin der Medizinischen Fakultät der Martin-Luther-Universität Halle-Wittenberg. Sie leitet das Institut für Anatomie und Zellbiologie der Medizinischen Fakultät sowie das Weiterbildungszentrum für klinische Anatomie am Universitätsklinikum Halle (Saale).

## Leben
Kielstein besuchte bis 1989 das Gymnasium im Hildesheimer Stadtteil Himmelsthür. Anschließend studierte sie bis 1996 Medizin in Hannover und Saint-Malo. Sie wurde 1998 promoviert und habilitierte sich 2005 an der Medizinischen Hochschule Hannover (MHH). Ab 2007 hatte sie eine Juniorprofessur für Endokrino-Immunologie an der MHH inne. Die Fachärztin für Anatomie wurde 2011 als W2-Professorin für Anatomie an die Martin-Luther-Universität Halle-Wittenberg berufen, 2015 erhielt sie eine W3-Professur und wurde Nachfolgerin von Bernd Fischer als Direktorin des Institutes für Anatomie und Zellbiologie. Heike Kielstein ist seit dem 1. September 2022 Dekanin der Medizinischen Fakultät der Martin-Luther-Universität Halle-Wittenberg (MLU) und damit die erste Frau in diesem Amt seit mehr als 70 Jahren.
Im März 2025 wurde Heike Kielstein zur Vizepräsidentin des Deutschen Hochschulverbandes (DHV) ernannt.

## Wirken
In ihrer Arbeitsgruppe forscht sie zur Funktion von natürlichen Killerzellen (NK-Zellen) bei Adipositas. Kielstein war Siegerin in der Kategorie „Naturwissenschaften/Medizin“ bei dem von der Zeitschrift Unicum ausgerichteten Wettbewerb „Professoren des Jahres 2017“.

## Veröffentlichungen (Auswahl)
- H. Kielstein, M. Suntharalingam, R. Perthel, R. Song, S. Schneider, J. Martens-Lobenhoffer, K. Jäger, S. M. Bode-Böger, J. T. Kielstein: Role of the endogenous nitric oxide inhibitor asymmetric dimethylarginine (ADMA) and brain-derived neurotrophic factor (BDNF) in depression and behavioural changes: clinical and preclinical data in chronic kidney disease. In: Nephrology Dialysis Transplantation. 30, 2015, S. 1699–1705, doi:10.1093/ndt/gfv253.